# Tour de Flandes 1942
El Tour de Flandes 1942 és la 26a edició del Tour de Flandes. La cursa es disputà el 6 d'abril de 1942, amb inici i final a Gant després d'un recorregut de 226 quilòmetres.
El vencedor final fou el belga Briek Schotte, que s'imposà en solitari en l'arribada a Gant. Els també belgues Georges Claes i Robert van Eenaeme acabaren segon i tercer respectivament.

## Classificació final
|    | Ciclista                 | Equip              | Temps      |
| -- | ------------------------ | ------------------ | ---------- |
| 1  | Briek Schotte (BEL)      | Thompson           | 6h 26' 00" |
| 2  | Georges Claes (BEL)      | Helyett-Hutchinson | + 5"       |
| 3  | Robert van Eenaeme (BEL) |                    | + 5"       |
| 4  | Sylvain Grysolle (BEL)   | Dilecta-Wolber     | + 5"       |
| 5  | Jules Lowie (BEL)        | Mercier-Hutchinson | + 5"       |
| 6  | André Declerck (BEL)     |                    | + 5"       |
| 7  | Frans Bonduel (BEL)      | Dilecta-Wolber     | + 25"      |
| 8  | André Maelbrancke (BEL)  | Alcyon-Dunlop      | + 1' 25"   |
| 9  | Albert Hendrickx (BEL)   | Alcyon-Dunlop      | + 1' 40"   |
| 10 | Michel Hermie (BEL)      |                    | + 3' 10"   |